# Андреев, Сергей Станиславович
Серге́й Станисла́вович Андре́ев (род. 14 мая 1971) — советский и российский футболист, защитник, нападающий.

## Биография
На молодёжном уровне играл за ставропольское «Динамо». Профессиональную карьеру начал в 1989 году в представлявшем Ташкентскую область клубе СКА-РШВСМ, за который сыграл 17 матчей, забил 2 мяча, после чего в 1990 году перешёл в армавирское «Торпедо», в составе которого провёл 25 встреч. В сезоне 1991 года пополнил ряды «Кубани», за которую выступал до июля, проведя за это время 8 матчей, после чего переехал в «Кубань» Тимашёвск, где и доиграл сезон, проведя 20 встреч. Сезон 1992 года начал в клубе «Прометей-Динамо» анкт-Петербург, в котором выступал до июня, сыграв за это время 8 матчей, после чего, в августе, пополнил ряды клуба «Нарт» Черкесск, где и доиграл сезон, проведя 17 матчей. В следующем сезоне сыграл за «Нарт» 39 матчей в первенстве и 1 матч в Кубке России.
В 1994 году перешёл в майкопскую «Дружбу», за которую в первом в ней сезоне провёл 38 матчей и забил 1 гол. В сезонах 1995 и 1996 годов сыграл за «Дружбу» в каждом по 40 матчей в первенстве и 1 встречу провёл в розыгрыше Кубка страны сезона 1996/97. В сезоне 1997 года провёл 35 матчей, а в следующем сыграл 39 встреч, в которых забил 2 гола, в лиге и 4 игры провёл в Кубке. В 1999 году вернулся в «Кубань», в том сезоне провёл 29 матчей, забил 1 гол и стал, вместе с командой, победителем зоны «Юг» Второго дивизиона, сыграл и в обоих матчах, в которых забил 1 гол, финальной серии за право выхода в Первый дивизион против тольяттинской «Лады», где по сумме двух встреч «Кубань» уступила. Кроме того, сыграл в том году 3 встречи в Кубке России. В 2000 году сыграл 38 матчей, в которых забил 1 мяч, в лиге и снова стал, вместе с командой, победителем зоны «Юг» Второго дивизиона, снова сыграл в обоих матчах финальной серии, где на этот раз «Кубань» по сумме двух встреч победила саранскую «Светотехнику» и вышла в Первый дивизион. Помимо этого, сыграл в том году 6 матчей в Кубке страны.
В сезоне 2001 года провёл 18 матчей в первенстве и 2 матча в Кубке, вместе с командой стал бронзовым призёром Первого дивизиона. В своём последнем в «Кубани» сезоне сыграл 22 матча. За время игры в «Кубани» неоднократно был капитаном команды, несмотря на что, по завершении сезона 2002 года руководство клуба решило не продлевать с Андреевым контракт. Оставшись перед сезоном 2003 года без команды, Андреев сначала отправился на сбор с нижнекамским «Нефтехимиком», однако в итоге переехал в Казахстан, в клуб «Тобол» Костанай, за который сыграл в том году 29 матчей и стал вице-чемпионом Казахстана и финалистом казахстанского Кубка, приняв участие в решающем матче, где вышел с первых минут и отыграл всю встречу. Кроме того, в составе «Тобола» сыграл в Кубке Интертото. В следующем сезоне сыграл за «Тобол» 30 матчей, чем помог команде занять 3-е место в чемпионате. Сезон 2005 года провёл в астанинском «Женисе», сыграл 14 матчей и стал обладателем Кубка Казахстана, в котором сыграл 3 матча, в том числе и финальный, где вышел с первых минут и отыграл всю встречу. В 2006 году решил закончить профессиональную карьеру, поскольку, выступая в чемпионате Казахстана, получил тяжёлую травму, после чего вернулся в Россию, однако тогдашний тренер майкопской «Дружбы» убедил повременить с завершением карьеры, и в итоге Андреев провёл в том году свой последний профессиональный сезон, сыграв 14 матчей за «Дружбу», в состав которой был дозаявлен 13 июля. После завершения карьеры профессионального игрока выступал в составе любительских клубов Краснодара и края.

## Достижения
«Тобол»
- Вице-чемпион Казахстана: 2003
- Бронзовый призёр чемпионата Казахстана: 2004
- Финалист Кубка Казахстана: 2003

 «Женис»
- Обладатель Кубка Казахстана: 2005